# Konvent oblátů (Česká Kamenice)
Konvent oblátů existoval v České Kamenici v letech 1923-1925.

## Historie konventu
Jednalo se o pokus založit oblátský konvent Narození Panny Marie v České Kamenici při tamní poutní kapli Narození Panny Marie. Záměr byl řízený roku 1923 z Varnsdorfu, ale ztroskotal. Pro nový konvent byla sice získána budova, ale již roku 1925 Českou Kamenici obláti definitivně opustili.